# Эргелаш, Митар
Ми́тар Э́ргелаш (серб. Митар Ергелаш; род. 5 августа 2002, Рума, Воеводина) — сербский футболист, полузащитник клуба «Чукарички».

## Клубная карьера
Эргелаш — воспитанник клубов «Воеводина» и «Чукарички». 6 июня 2020 года в матче против «Инджии» он дебютировал в сербской Суперлиге в составе последних. 21 марта 2021 года в поединке против «Мачва» Митар забил свой первый гол за «Чукарички». 